# Violence
Pour les articles homonymes, voir Violence (homonymie).
 (juillet 2023).
 (juillet 2023).
Les informations dans cet article sont mal organisées, redondantes, ou il existe des sections bien trop longues. Structurez-le ou soumettez des propositions en page de discussion.
Avec le temps, il arrive que le contenu présent dans un article devienne désordonné. Il est souvent nécessaire de réorganiser l'article de fond en comble.
- Il faut tout d’abord répartir le contenu de l'article en plusieurs sections. Les informations doivent ensuite être exposées clairement et le plus synthétiquement possible, regroupées par sujet afin d'éviter les doublons. Quelqu'un cherchant une information précise doit pouvoir la trouver rapidement en lisant la section appropriée.
- À l'intérieur de chaque section, le texte, souvent initialement sous la forme de phrases éparses, doit être regroupé dans des paragraphes de quelques lignes, en assurant un enchaînement logique et une cohérence entre les phrases.
- Lorsque l'article ou l'une de ses sections développe trop longuement un point qui n'est pas dans le cœur du sujet traité, il convient de faire une synthèse et de transférer l'ancien contenu dans des articles plus appropriés (en cas de transfert, il faut impérativement respecter la procédure Aide:Scission).

Si vous pensez que ces points ont été résolus, vous pouvez retirer ce bandeau et améliorer le plan d'un autre article.
- Pas de données
- 0-7
- 7-42
- 43-43
- 46-74
- 96-96
- 99-99
- 136-326
- 407-1,294
- 1,345-167,918

Années de vie perdues du fait de la violence collective ou légale en 2012 par million de personnes.

La violence est l'utilisation de force ou de pouvoir, physique ou psychique, pour contraindre, dominer, tuer, détruire ou endommager. Elle implique des coups, des blessures, de la souffrance, ou encore la destruction de biens humains ou d'éléments naturels.
Elle peut être subie ou acceptée comme dans les sports de combat ou les arts martiaux .
Selon l'OMS, la violence est l'utilisation de la force physique, de menaces contre les autres ou soi-même, contre un groupe ou une communauté, qui entraîne ou risque fortement d'entraîner un traumatisme, des dommages psychologiques, des problèmes de développement ou un décès.
La violence est observable chez les humains comme chez les animaux, ce qui indique sa signification évolutive et biologique.
Le mot violence vient du latin vis, qui signifie la « force exercée contre quelqu'un ». Son pluriel vires désigne les moyens utilisés pour exercer la vis.

## Typologies des violences
- Si vous ne connaissez pas le sujet, laissez ce bandeau (vous pouvez alors contacter les auteurs).
- Si vous supprimez le contenu mis en cause (vous pouvez préalablement contacter les auteurs),

argumentez précisément cette suppression dans la page de discussion
(un manque de référence n'est pas un argument ; une recherche réelle de référence doit avoir été effectuée, être formellement documentée).

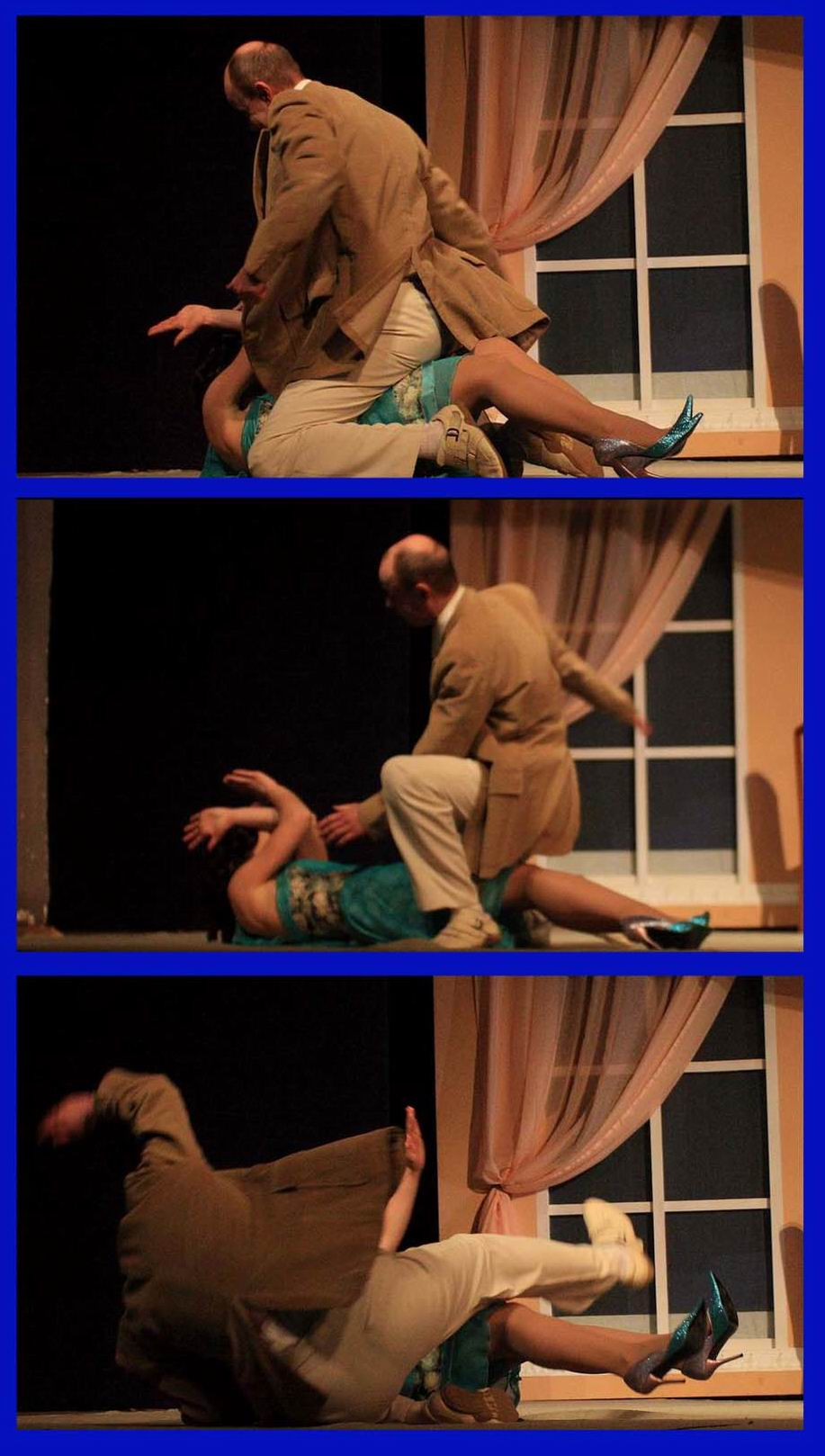
Violence mise en scène au théâtre.

Plusieurs types de violence sont distinguées. Leurs définitions — parfois contradictoires — varient selon les époques, les milieux, les lieux, les évolutions sociales, technologiques, etc.

### Violence entre personnes
Comportements de domination ou asservissement employant la force, physique (coups, viol, torture…), verbale et psychologiques (injures, injonctions paradoxales, harcèlement, privation de droits ou liberté, abus de position dominante...) ; ces comportements peuvent être conscients ou non. Cette catégorie inclut la violence entre partenaires ou de parent à enfant, et différentes formes d'embrigadement ; les violences externes sont celles qui sont commises dans le cadre du travail par des tiers extérieurs à l'organisation (clients, usagers, élèves…), En France, en 2013, 70 % des salariés déclarent travailler au contact d'un public selon la DARES. Au début des années 2000, environ 20 % des salariés en contact avec le public estiment subir cette violence.

### Violence d'État
Les États pratiquent discrètement ou revendiquent selon la définition célèbre de Max Weber, un « monopole de la violence légitime », pour exécuter les décisions de justice, assurer l'ordre public, ou en cas de guerre ou risque de guerre (on tente alors de la légitimer par les doctrines de la « guerre juste »). Celle-ci peut dégénérer en terrorisme d'État ou d'autres formes de violence les plus extrêmes telles que le génocide.

### Violence criminelle
Le crime, spontané ou organisé, peut avoir des causes sociales, économiques, ou psychologiques (schizophrénie, etc.). Cette forme de violence est selon certains auteurs l'envers d'une violence étatique et/ou symbolique.

### Violence politique
La violence politique regroupe tous les actes violents que leurs auteurs légitiment au nom d'un objectif politique (révolution, résistance à l'oppression, droit à l'insurrection, tyrannicide, « juste cause »). 
Certaines formes de réponses violentes mais proportionnées (et de résistance ou servant le rétablissement de l'État de droit), quand d'autres solutions ne sont plus possibles sont couramment admises, par la morale et le droit et selon la doctrine des droits de l'homme ; en cas de légitime défense par exemple, ou d'état de nécessité, en cas de résistance à l'oppression d'une tyrannie.

### Violence symbolique
C'est notamment la thèse de Pierre Bourdieu, qui désigne plusieurs sortes de violences : verbale (éventuelle première étape avant passage à l'acte) ; ou invisible, institutionnelle : c'est aussi la violence structurelle (Galtung) face à laquelle les individus semblent impuissants. Celle-ci désigne plusieurs phénomènes différents qui favorisent la domination d'un groupe sur un autre et la stigmatisation de populations, stigmatisation pouvant aller jusqu'à la création d'un bouc émissaire.

### Violence économique
En droit civil français, la violence économique est une hypothèse récente de vice du consentement, justifiant d'annuler les contrats dont la conclusion reposait sur ce vice. Elle est admise dans certaines limites par les tribunaux. Elle est maintenant considérée par certains juristes comme une nouvelle forme du « vice traditionnel de la violence ». En France, la 1re chambre civile de la Cour de cassation, dans un arrêt du 3 avril 2002, et sur le fondement de l'article 1112 du Code civil, a ainsi jugé que « l'exploitation abusive d'une situation de dépendance économique, faite pour tirer profit de la crainte d'un mal menaçant directement les intérêts légitimes de la personne, peut vicier de violence son consentement ».

### Violence au travail
On entend ici les violences physiques perpétrées sur le lieu de travail. La notion de violences physiques est susceptible d'interprétations. Elle peut englober des actes divers, plus ou moins graves, des coups et blessures à la chemise arrachée. À cela s'ajoute la problématique des circonstances dans lesquelles l'acte a été commis. Enfin, les violences physiques peuvent être individuelles ou collectives.

### Violence pathologique
Certains désordres mentaux sont accompagnés de bouffées de violence. On a récemment trouvé dans l'urine et le sang des patients touchés par ces maladies mentales une toxine qui semble anormalement produite par leur organisme. Cette toxine (une bufoténine) n'a été trouvée à ces doses que chez des patients présentant des troubles psychiques, et aussi chez des patients non drogués, n'ayant pas eu de contacts avec des amphibiens, mais violents. On la retrouve dans l'urine ou le sang des patients pour toutes les grandes maladies psychiatriques, au point de la proposer comme indicateur de diagnostic. 
 La toxine est identique à celle qu'on trouve parmi les bufotoxines (hallucinogènes et provoquant des symptômes évoquant une psychose de type schizophrénie) du venin des nombreuses espèces de crapauds. Mais on ignore encore si le même processus est en jeu dans les deux cas et à déterminer si cette molécule est à l'origine des troubles mentaux chez l'homme, ou si elle est elle-même un sous-produit d'un autre processus pathologique. Des indices plaident en tous cas pour certaines similitudes entre l'action de bufotoxine sur le cerveau, et en particulier sur la dégradation de la sérotonine et des processus intervenant dans les désordres mentaux.

### Violence naturelle
C'est la violence des forces de la nature ; des tempêtes, inondations, tremblements de terre, incendies de forêt, tsunamis et autres catastrophes naturelles. C'est parfois la violence que l'être humain perçoit du monde animal (instinct de chasse, rituels de dominance, etc.). Pour le philosophe Jean-François Malherbe, on ne pourrait à proprement parler de violence dans ces cas-là :
« C’est dire que les Grecs de l'Antiquité considéraient que la question de la violence (bia) ne se pose pas pour les animaux (zôoi) mais seulement dans le domaine de la vie humaine (Bios). Cela suggère très précisément que la question de la violence a affaire avec la parole qui est le propre de l’humain. Cela suggère aussi que les animaux ne sont pas, à proprement parler, violents : leurs comportements obéissent simplement aux lois inexorables de la nature. La « violence animale » n’est donc qu’une projection anthropomorphique sur le comportement animal. »
Ce sont aussi d'autres types de violences ayant pour caractéristique l'absence apparente de conscience ou de volonté.

### Cyber-violence
Violence qui consiste en ce qu'une personne utilise la violence (physique ou verbale) pour ridiculiser quelqu'un et en fasse une vidéo, une publicité ou toute autre publication sur internet. 7 % des vidéos publiées sur YouTube en 2010, soit 50 000 vidéos, sont des vidéos contenant de la cyber-violence[réf. souhaitée]. Il y a notamment une montée en puissance de la popularité de ce phénomène, soit une augmentation de plus de 57 %.

## Origine de la violence

### Chez l'animal
La violence ne se limite pas aux seules sociétés humaines, mais est également observable chez diverses autres espèces animales. La recherche sur la violence chez les animaux a débuté au début du XIXe siècle sur des espèces sauvages. La violence chez l'animal est largement associée à des blessures invalidantes et/ou à la mort. À l'origine, cette violence a été étudiée dans les relations prédateurs-proies, mais elle a également été observée plus tard dans des circonstances environnementales inhabituelles, notamment en captivité, dans des conditions de surpopulation ou de désorganisation sociale de la population de manière intraspécifique.
Les études montrent que la violence est un comportement se retrouvant chez les vertébrés et invertébrés, ce qui suggère une base évolutive sous-jacente très ancienne. L'étude de la violence chez l'animal et chez l'homme montre un fondement biologique commun à la violence. Une étude de 2010 a montré qu'il est possible d'utiliser le modèle animal pour étudier la violence humaine, sur la base de similitudes importantes dans la symptomatologie comportementale et physiologique sous-jacente, l'étiologie et les mécanismes neurobiologiques présumés.
La violence fait partie de la vie quotidienne de la plupart des animaux sociaux. La grande majorité de ces conflits sont de faible intensité, mais ils peuvent être très violents en période de reproduction. Une partie du large spectre des comportements agressifs observés chez les non-humains est conforme aux définitions les plus anthropocentriques de la violence.

Les pourcentages d'hommes tués à la guerre dans huit sociétés tribales. (Lawrence H. Keeley, archéologue, Guerre avant la civilisation)

### Chez l'humain

#### Facteurs innés
Certains chercheurs suggèrent que les humains pourraient avoir une prédisposition naturelle à la violence. Les chimpanzés, également grands singes, sont connus pour tuer les membres de groupes rivaux pour des ressources comme la nourriture. Selon un article publié dans Nature en 2016, l'incidence de la violence mortelle chez les humains au moment de l'apparition de notre espèce était en moyenne environ six fois plus élevée que chez les autres mammifères, mais comparable à la violence observée chez les grands singes. Ces observations indiqueraient une origine de la violence organisée avant l'apparition des sociétés modernes sédentaires. Cependant, d'autres études suggèrent que la violence organisée, à grande échelle, militarisée ou régulière entre humains était absente pour la grande majorité de la chronologie humaine,, et n'a commencé que relativement récemment à l'Holocène, une époque qui a débuté il y a environ 11 700 ans, probablement avec l'avènement de densités de population plus élevées dues au sédentarisme.
Dans le monde universitaire, l'idée d'une préhistoire pacifique et de sociétés tribales non violentes a gagné en popularité avec la perspective post-coloniale. Cette tendance, qui a débuté avec l'archéologie, s'est étendue à l'anthropologie, a atteint son apogée dans la seconde moitié du XXe siècle. Cependant, certaines recherches plus récentes en archéologie et en bio-archéologie suggèrent que la violence au sein des groupes humains et entre eux n'est pas un phénomène récent. Selon le livre The Bioarchaeology of Violence, la violence est un comportement qui se retrouve tout au long de l'histoire humaine.
Lawrence H. Keeley, de l'université d'Illinois, écrit dans War Before Civilization, que 87% des sociétés tribales étaient en guerre plus d'une fois par an, et que 65% d'entre elles se battaient continuellement. Il écrit également que le taux d'attrition de nombreux affrontements rapprochés, qui caractérisent la guerre endémique, produit des taux de pertes allant jusqu'à 60%, contre 1% des combattants comme c'est le cas dans la guerre moderne. Les « guerres primitives » de ces petits groupes ou tribus étaient motivées par des besoins fondamentaux de subsistance et de concurrence violente.
L'anthropologue social Douglas P. Fry réfute certains arguments de Keeley et notamment le fait que son analyse se concentrent à tort sur l'ethnographie des chasseurs et des cueilleurs actuels, dont la culture et les valeurs ont été influencées de l'extérieur par la civilisation moderne, plutôt que sur des preuves archéologiques réelles couvrant quelque les deux millions d'années d'existence des humains. Fry suggère que toutes les sociétés tribales actuelles étudiées sur le plan ethnographique, par le « fait même d'avoir été décrites et publiées par des anthropologues, ont été irrévocablement touchées par l'histoire et les États-nations coloniaux modernes » et que « beaucoup ont été touchées par d'autres sociétés étatisées pendant au moins 5 000 ans ».
Phillip L. Walker a trouvé que des analyses archéologiques montraient que l'humanité présente une prévalence de la violence au cours de son histoire, en particulier chez les hommes.
Selon Pinker, lorsque nous regardons le corps et le cerveau humains, nous trouvons des signes plus directs de conception de l'agression, expliquant que les hommes en particulier portent les marques d'une histoire évolutive de compétition violente entre hommes. Une estimation de Pinker, largement citée, situe le taux de mortalité résultant de la violence mortelle dans les sociétés non étatiques, sur la base de preuves archéologiques, à un taux choquant de 15 % de la population.
L'anthropologue social Douglas P. Fry écrit que les chercheurs sont divisés sur les origines de ce degré plus élevé de violence des combats militarisés de grande échelle :

« Il existe essentiellement deux écoles de pensée sur cette question. L'une considère que la guerre... remonte au moins à l'époque des premiers humains complètement modernes et même avant cela aux ancêtres primates de la lignée des hominidés. La seconde position sur les origines de la guerre considère que la guerre est beaucoup moins courante dans l'évolution culturelle et biologique des humains. Ici, la guerre est un retard dans l'horizon culturel, n'apparaissant que dans des circonstances matérielles très spécifiques et étant assez rare dans l'histoire humaine jusqu'au développement de l'agriculture au cours des 10 000 dernières années. »

Dans ses livres Guns, Germs and Steel et The Third Chimpanzee, Jared Diamond affirme que l'apparition des guerres à grande échelle est le résultat des progrès de la technologie et des villes-États. Par exemple, l'essor de l'agriculture a permis d'augmenter considérablement le nombre d'individus qu'une région pouvait faire vivre par rapport aux sociétés de chasseurs-cueilleurs, ce qui a permis le développement de classes spécialisées comme les soldats ou les fabricants d'armes.
Une étude de 2015 de M. Carrier a montré que le poing de l'homme moderne constitue un moyen sûr de frapper quelqu'un avec force. Étant donné qu'aucun de nos cousins primates n'a la capacité de fabriquer un tel poing, Carrier et ses co-auteurs proposent que les proportions de nos mains aient évolué spécifiquement pour transformer nos mains en armes plus efficaces.

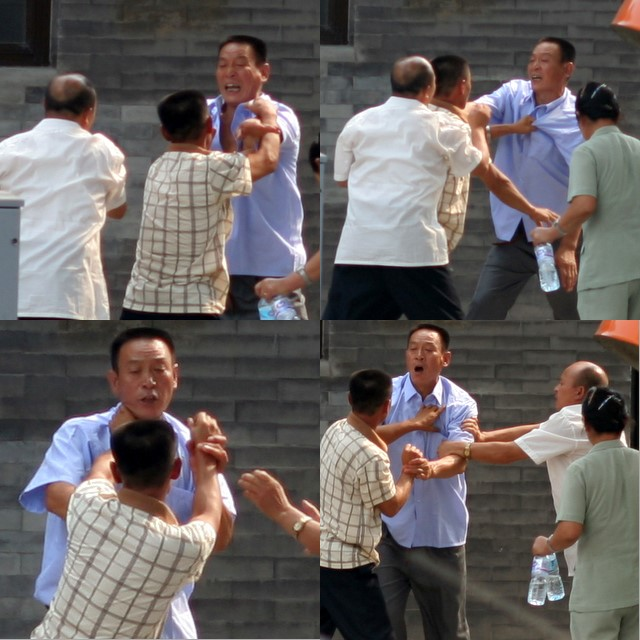
Combat de rue, en Chine.

#### Facteurs environnementaux
Le pédopsychiatre Maurice Berger, pour sa part, a pu identifier plusieurs facteurs à l'origine de la violence et de la délinquance chez les adolescents : exposition à des scènes de violence conjugale (69 % des adolescents très violents ont été exposés à des scènes de violence conjugale durant les premiers mois de leur vie) ; des troubles cognitifs aggravés par la difficulté à suivre une scolarité ; une incapacité à identifier et à situer correctement les parties du corps (indépendamment de la maîtrise du vocabulaire) ; une absence de culpabilité et d'empathie à l'égard de la victime en partie liée au facteur précédent ; une difficulté à rêver, à imaginer, à discerner le sens figuré des mots, une absence d'aire transitionnelle.

## Histoire de la violence
Selon Steven Pinker, professeur de psychologie à Harvard et auteur de l'ouvrage The Better Angels of Our Nature, la violence a néanmoins diminué récemment. Les faits de violence ont tous diminués (homicides, tortures, esclavages, abus domestiques, guerres entre États, conflits familiaux ou entre voisinages ainsi que la cruauté envers les animaux).
Cependant, les analyses de Pinker ont fait l'objet de nombreuses critiques, principalement en ce qui concerne la question statistique de savoir comment mesurer la violence et si elle est effectivement en baisse,,.
Dans son célèbre ouvrage La Civilisation des mœurs, le sociologue allemand Norbert Elias faisait l’hypothèse de l’existence d’un processus de civilisation traversant l’histoire des sociétés européennes depuis la fin du Moyen Âge et réduisant le niveau des violences physiques interpersonnelles.
Des travaux d'historiens plus récents, depuis les années 90, notamment chez les historiens des sensibilités, ont étudié les modifications des formes de violence, particulièrement significatives au cours du XIXe siècle français. « Un certain nombre d'indices convergent pour confirmer un abaissement de la tolérance à la visibilité de la violence. Ce n'est donc pas l'intensité de la violence individuelle et collective qui diminue, mais bien plutôt ses modes d'exercice et de publicité qui se modifient ».
On peut souligner ainsi des changements dans les formes de violence durant le XIXe siècle : diminution des massacres ritualisés, festifs, considérés alors par les commentateurs, comme des « îlots de massacre », anachroniques ; modification des exécutions publiques, rendues moins visibles et basées sur l'instantanéité de la mort et non plus sur la douleur ; rejet de la visibilité du sang et de la souffrance animale avec l'essor de la philanthropie libérale pour des motifs d'hygiène et d'ordre social, ; diminution des différentes violences collectives, surtout dans les campagnes (violences inter-villageoises, charivaris ruraux, rixes entre compagnons du devoir, émeutes antifiscales, rébellions contre les gendarmes) ; duels plus codifiés et moins mortels ; violences coloniales, normalisées entre autres par le Code de l'indigénat et par la mission civilisatrice ; modification des perceptions de la dangerosité sociale de nouveaux groupes (classe ouvrière, figure des « bas-fonds »).

## Effets et conséquences
Au-delà de la mort et des blessures, des formes de violence largement répandues (telles que la maltraitance sur mineur et la violence conjugale) entraînent de sérieux traumatismes non physiques à vie. Il arrive alors que ces victimes adoptent des comportements à risques tels que la consommation d'alcool et l'usage de stupéfiants, la consommation de tabac et les rapports sexuels à risques, ce qui peut dès lors participer au développement de maladies cardiovasculaires, de cancers, de dépressions, de diabètes et du virus du SIDA ou d'autres maladies conduisant à une mort prématurée.
Dans les pays présentant un niveau de violence élevé, la croissance économique peut être ralentie, la sécurité dégradée et le développement social entravé. Les familles sortant peu à peu de la pauvreté et investissant dans l'éducation de leurs enfants peuvent être ruinées par la mort violente ou la sévère infirmité de la principale figure de famille générant les ressources. Les communautés peuvent être prises au piège dans la pauvreté, où la violence omniprésente et la précarité forment un cercle vicieux qui étouffe la croissance économique. Pour les sociétés, le fait de couvrir les dépenses directement liées aux coûts de la santé, de la justice et de la protection sociale résultant de la violence empêche les gouvernements d'investir dans des mesures sociales plus constructives. La majeure partie des coûts indirects de la violence provenant de la productivité perdue et de l'investissement dans l'éducation perdu contribuent ensemble à ralentir la croissance économique, à dessiner davantage les clivages socio-économiques et à dégrader le capital humain et social.

## Justifications
Selon les points de vue, ces différentes formes de violences peuvent être légitimes ou non, « bonnes » ou « mauvaises » : on pourra ainsi justifier la contrainte étatique (police, armée) comme nécessaire face au crime ; inversement, on justifiera la « violence révolutionnaire » (Walter Benjamin, Thèses sur le concept d'histoire) des opprimés contre l'État, considéré par Marx et Engels comme le « bras armé de la bourgeoisie », ou encore contre la violence structurelle et symbolique (racisme institutionnel qui justifiait, selon les Black Panthers, la constitution de milices d'auto-défense).
Selon Howard Bloom, la violence est l'outil de la nature pour améliorer notre comportement social.
Beaucoup de confusions proviennent du manque de précision sur les termes violence, conflit, agressivité, lutte, force, contrainte. Le conflit n'est pas violence : il peut être géré de façon non-violente comme il peut dégénérer dans la violence. De même l'agressivité peut s'exprimer de façon non-violente ou dégénérer en violence. La lutte, la force, la contrainte peuvent être positives ou négatives. La violence, selon Simone Weil, « c'est ce qui fait de quiconque lui est soumis une chose ». « La violence blesse et meurtrit l'humanité de celui qui la subit ». Pour Isabelle et Bruno Eliat "« la violence commence dès qu'il y a non-respect de la dignité d'un homme ». La violence commence lorsque, dans mon regard, l'« autre » est tout-négatif. Sortir de la violence, c'est donc, en distinguant la personne et ses actes, reconnaître la dignité de toute personne.

## Violence d'État, violence politique
Selon la définition classique de Max Weber dans Le Savant et le Politique (1919), « l'État revendique le monopole de la violence légitime ». Historiquement, l'État moderne s'est construit en défaisant les autres groupes (féodaux, etc.) du droit d'utiliser la violence pour leur propre compte (pour se faire justice, etc.). Ce monopole peut être contesté (par la mafia, des groupes révolutionnaires ou des guérillas, ou encore par des « justiciers » ou « vigilantes »).
La violence est utilisée par certains états pour exercer la justice sous forme de châtiments corporels.

## Violence du système économique et social?
Michel Onfray repose le problème des violences structurelles, et des injustices économiques (précarité, pauvreté, inégalité, non répartition) : « On aurait tort de braquer le projecteur sur les seules violences individuelles alors que tous les jours la violence des acteurs du système libéral fabrique les situations délétères dans lesquelles s'engouffrent ceux qui, perdus, sacrifiés, sans foi ni loi, sans éthique, sans valeurs, exposés aux rudesses d'une machine sociale qui les broie, se contentent de reproduire à leur degré, dans leur monde, les exactions de ceux qui (les) gouvernent et demeurent dans l'impunité. Si les violences dites légitimes cessaient, on pourrait enfin envisager la réduction des violences dites illégitimes ».
Jean Baudrillard nous dit que même si la société de consommation est une société d'abondance, c'est une abondance forcée conduisant nécessairement à des violences de refus, alors que « Si l'abondance était liberté, alors cette violence serait en effet impensable ». 

« L'abondance n'est qu'un (ou du moins est aussi) système de contraintes d'un type nouveau pour comprendre aussitôt qu'à cette nouvelle contrainte sociale (plus ou moins inconsciente) ne peut que répondre un type nouveau de revendication libératrice. En l'occurrence, le refus de la "société de consommation", sous sa forme violente et érostratique (destruction « aveugles » de biens matériels et culturels) ou non violente et démissive (refus d'investissement productif et consommatif). Si l'abondance était liberté, alors cette violence serait en effet impensable. Si l'abondance (la croissance) est contrainte, alors cette violence se comprend d'elle-même, elle s'impose logiquement. Si elle est sauvage, sans objet, informelle, c'est que les contraintes qu'elle conteste sont elles aussi informulées, inconscientes, illisibles : ce sont celles mêmes de la « liberté », de l'accession contrôlée au bonheur, de l'éthique totalitaire de l'abondance. »

## Débat sur la non-violence
Gandhi et Martin Luther King ont critiqué la violence et ont mis en pratique la non-violence, qui est tout de même une force selon Gandhi, ou encore « une méthode politique destinée à résoudre des problèmes politiques ». « La lutte non-violente ne peut se réduire à un simple débat d'idées, elle est réellement un combat dans lequel s'opposent plusieurs forces », écrit Jean-Marie Muller.
D'autres critiquèrent cette tactique : Léon Trotski, Frantz Fanon, Reinhold Niebuhr, Subhas Chandra Bose, George Orwell, Ward Churchill et Malcolm X étaient de fervents critiques de la non-violence, soutenant de maintes façons que la non-violence et le pacifisme sont des tentatives d'imposer au prolétariat la morale de la bourgeoisie, que la violence est un accompagnement nécessaire au changement révolutionnaire, ou que le droit à la légitime défense est fondamental.
L'histoire a depuis montré que la non-violence et les moyens non-violents (grève, boycott, sit-in, etc.) ont effectivement changé la condition de la population, et en premier lieu, de ses couches les moins favorisées : mouvement ouvrier en Europe, changements en Amérique Latine après l'abandon de la guérilla, changements en Europe de l'Est qui ont mené à la fin de la dictature communiste, etc. Les critiques de la non-violence ont tendance à confondre non-violence et passivité. Or la non-violence est lutte et en ce sens est le contraire de la passivité, (par contre, le pacifisme[pas clair] se distingue de la non-violence par son absence de stratégie et d'engagement à lutter concrètement). Par ailleurs le droit à la légitime défense ne signifie pas qu'on ne peut se défendre plus efficacement de façon non-violente. Il faut donc distinguer légitime défense violente et légitime défense non-violente. Les deux s'opposent à la passivité. « La conviction qui fonde l'option pour la non-violence, c'est que la contreviolence n'est pas efficace pour combattre le système de la violence parce qu'en réalité elle en fait elle-même partie, qu'elle ne fait donc que l'entretenir, le perpétuer ».

## Violence interpersonnelle
La violence dans les relations interpersonnelles (patron/employé, parent/enfant, entre amis, entre collègue, etc.) est un phénomène qui se manifeste sous de multiples formes : abus de pouvoir, agression physique, intimidation verbale, menaces voilées, insultes et injures, humiliation, etc.. Ces violences sont en relation d'inférence avec la violence globale (institutionnelle, structurelle, systémique…), elles en sont donc liées parfois plus ou moins directement, et parfois sont de réel écho ou feedback/retour de la violence globale. En tous cas, selon le pédopsychiatre et psychanalyste Daniel Schechter, la violence dans les relations interpersonnelles a des conséquences importantes pour les victimes ainsi que pour leurs enfants,,.
- Violence sexuelle, violence conjugale, violence féminine, homophobie, violences urbaines
- Violence scolaire[70]
- Violence au travail : une recherche réalisée auprès de professionnels de l’accompagnement social a par exemple montré que ces derniers subissent parfois des violences de la part d’usagers, qui peuvent induire une rupture dans le continuum de leur expérience[71].

## Violence criminelle
Ces violences criminelles sont également en relation d'inférence avec la violence globale (institutionnelle, structurelle, systémique…), elle en sont donc lié parfois plus ou moins directement, et parfois sont de réel écho ou feedback/retour de la violence globale.
Les quatre causes majeures identifiées comme favorisant la violence criminelle :
- L'urbanisme ;
- Les conflits, (violence institutionnelle, structurelle, systémique, patronale, interpersonnelle…) ;
- La pauvreté ;
- Les inégalités.

La nature humaine n'est ni bonne ni mauvaise, ces facteurs sociétaux sont la cause du retour de violence. Il existe des cas de criminels ayant de réels problèmes psychologiques, n'ayant pas pour cause ces facteurs sociétaux, ceci représente un pourcentage minime de ce que l'on considère aujourd'hui comme la violence criminelle.
Les criminels font partie et sont issus de la société, contrairement au processus mental qui voudrait que l'on rejette le mal pour ne pas comprendre l'implication de soi ou du système/société à laquelle on appartient, et que l'on défend alors consciemment ou inconsciemment le statu quo (hypocrisie, cynisme). Ce déni de la réalité et le refus de prendre ses responsabilités, le refus de voir les relations, en éjectant le mal hors et loin de nous est analysé notamment par le sociologue Slavoj Žižek. « La vérité n'est pas hors de nous, elle est en nous. La vérité n'est pas à chercher ou à repousser loin de nous, la vérité est en nous » (ou dans la société).
Ce déni du mal et de ces causes est également décrite par Georges Bernanos au sujet des totalitarismes et fascismes avec pour conséquences des crimes contre l'humanité : « Les imbéciles mettent le nez sur le bubons et ils se disent entre eux : « Comment diables ces choses violacées, dont la plus grosse atteint à peine la taille d'un œuf de pigeon, peuvent-elle contenir tant de pus ! ». L'idée ne vient pas aux imbéciles que le corps tout entier refait à mesure cette purulence, qu'il faut en tarir la source. Et si par hasard, une telle idée leur était venue, ils se seraient bien gardés de l'avouer, car ils sont un des éléments de cette pourriture. La Bêtise, en effet, m'apparaît de plus en plus comme la cause première et principale de la corruption des Nations. La seconde, c'est l'avarice. L'ambition des dictateurs ne vient qu'au troisième rang. »
L'historien Robert Muchembled a proposé une explication de l'origine, et a détaillé les mécanismes, de la décrue spectaculaire de la violence homicide en Occident entre la fin du Moyen Âge et le début du XXIe siècle (d'environ 100 à moins de 1 homicides pour 100 000 habitants par an) : civilisation des mœurs, criminalisation de la violence, judiciarisation des conflits… Il note par ailleurs que, si le nombre de meurtriers chute, la nature de ceux-ci reste identique, étant constitués très majoritairement de jeunes hommes.
En 2016, une équipe de chercheurs espagnols s'est intéressée aux racines phylogénétiques de la violence létale (de la violence entraînant la mort),. Ils ont compilé plus de 4 millions de morts de 1 024 espèces de mammifères appartenant à 137 familles : souris, chevaux, chauve-souris, lapins, singes, etc. Pour l'homme ils se sont basés sur 600 études concernant différentes périodes : 50 000-12 000 ans av. J.-C. (Paléolithique), 12 000-10 200 (Mésolithique), 10 200-5 000 (Néolithique), 5 300-3 200 (âge du bronze), 3 200-1 300 (âge du fer) et périodes récentes. La proportion des morts par violence intraspécifique varie continûment au long de l'arbre phylogénétique des mammifères. Elle est montée régulièrement de 0,3 % à l'origine des mammifères jusqu'à 1,1 % pour les premiers euarchontoglires (primates, rongeurs et lièvres) puis 2,3 % pour les premiers primates, pour redescendre à 1,8 % pour les premiers hominidés. Compte tenu des facteurs majeurs que sont la socialisation et la territorialité chez tous les mammifères, ce même taux est estimé à 2 % chez les premiers Homo sapiens. Au Paléolithique le taux était proche de ces 2 % ; ensuite des facteurs culturels et environnementaux ont modulé et largement supplanté l'héritage phylogénétique : le taux est monté jusqu'à 15-30 % (avec une grande variabilité) dans la période 3 000-500 ans, pour redescendre nettement à l’époque contemporaine jusqu'à atteindre 0,01 % dans les sociétés modernes les plus avancées en termes d'état de droit et d'attitudes culturelles.

## Typologie
La violence peut être instituante et instituée. Les relations sociales évoluent dans le cadre de rapports de force généralement inégalitaires qui se traduisent par des impositions et l'établissement temporaire d'un statu quo fondé sur cette violence initiale.
- Georges Sorel a typologisé différentes violences d'ordre politique - jacobine, étatique - qui s'appuient sur la force - et c'est comme cela qu'il les nomme - pour leur opposer la violence du prolétariat, qui s'exprime dans les grèves, et qui a pour but d'accroître la scission entre les classes et donc l'identité révolutionnaire du prolétariat.
- Pierre Bourdieu a démontré que la violence symbolique recouvre une situation de domination légitime ou non d'une personne sur une autre, d'un groupe de personnes sur un autre, mal vécue par l'une des deux parties. Exemples : autoritarisme d'une hiérarchie d'entreprise ou d'armée, organisation politique d'un pays, vie de famille mal vécue par un membre de la famille.
- Max Weber considère que tout État possède le monopole de la violence physique légitime. Celle-ci s'exprime par le fait que les sujets de l'État consentent, soit par tradition ou par un désir d'égalité, à ce que l'État soit le seul pouvant, de façon légitime, exercer une violence sur son territoire, que ce soit par les forces policières, militaires ou bien juridiques.
- Pour Charles Rojzman la violence est à distinguer impérativement du conflit : « Les mots « violence » et « conflit » sont souvent pris l’un pour l’autre. Ainsi par peur de la violence, ce sont les conflits que nous taisons. Et c’est l’impossibilité d’exprimer ces conflits qui provoque la violence. Au cours d’un conflit, nous envisageons la personne avec laquelle nous avons un différend et non plus seulement le groupe qu’elle est supposée représenter ou l’image que nous nous faisons d’elle. Nous ne considérons pas l’autre comme mauvais par essence »[2].

## Légitimation et points de vue éthiques
L'usage de la force peut être légitimé. La légitime défense est invoquée quand une victime de violences se défend par la force. Un groupe humain (ethnie, classe sociale ou membres d'une religion) peut agir violemment lorsqu'une idéologie, une foi ou une autorité le justifie.
L'usage de la force peut ne pas être légitimé. Néanmoins des causes psychiques internes sont juridiquement invocables pour décharger la responsabilité de l'auteur des violences ; auquel cas un traitement psychiatrique pourrait être requis. Aux crimes et délits de droit commun (vol, kidnapping), une réplique juridique est nécessaire.
Les motivations de la violence sont l'objet de débats dans les champs scientifique, juridique, philosophique et politique. Dans l'approche de beaucoup de praticiens[Qui ?] de la psychologie, de l'aide sociale ou du droit (côté défense), la plupart des personnes adoptant des comportements de prédation et/ou de violence relèvent de la sociopathie ou d'une problématique sociale et/ou économique. D'autres approches, notamment en éthologie appliquée à l'espèce humaine, et certains chercheurs (dont Konrad Lorenz, ainsi que beaucoup de behavioristes) estiment que les personnes adoptant des comportements de prédation et/ou de violence ne le font pas forcément par manque de ressources, d'éducation, d'émotion ou d'empathie (les séducteurs et les manipulateurs n'en manquent souvent pas, soulignent-ils) mais par choix narcissique, en vertu du principe du plus grand plaisir et/ou de la plus grande facilité/rentabilité. Les points de vue les plus extrêmes (qui ressurgissent régulièrement malgré la réprobation de la communauté scientifique) vont jusqu'à affirmer que ces comportements seraient génétiquement inscrits et héréditaires. D'autres spécialistes de l'éthologie humaine, tels Boris Cyrulnik et les cognitivistes, nuancent ces points de vue et récusent tout héritage génétique de la violence. Plusieurs spécialistes de la psychologie développementale tels Richard E. Tremblay et Daniel Schechter soulignent l'importance de multiples facteurs de risque pour le développement de la violence, surtout les interactions entre la biologie en incluant les gènes et l'environnement familial.
Une partie des prescriptions religieuses vise à maintenir la paix interne, la cohésion dans la communauté, en prévenant ou en ritualisant sa violence. Les prêtres entrent en scène lorsque la violence ou le désordre menacent, soit sur le plan interne (discorde civile) soit sur le plan externe (agression ou menace extérieure). Pour apaiser le « courroux de la divinité », la réponse sera la mise en œuvre d'une violence rituelle : le sacrifice, humain ou animal, ou le recours à la guerre extérieure. Dans les deux cas, le recours à la violence est perçu comme défensif, comme un moyen de se protéger d'une autre violence pouvant détruire la communauté. René Girard a montré que l'évolution culturelle conduisant vers les religions monothéistes à vocation universelle, s'est accompagnée d'une évolution des rites sacrificiels du concret vers l'abstrait, qui deviennent de plus en plus symboliques, sans disparaître. Le christianisme, dans certains de ses textes originels, n'abolit pas le sacrifice, mais il préconise le « sacrifice de soi » comme alternative au sacrifice de l'autre.

## Violence par pays
Le Global Peace Index, mis à jour en 2010, classe 149 pays d'après l' « absence de violence ».

## La violence dans la culture

### Dans l'art

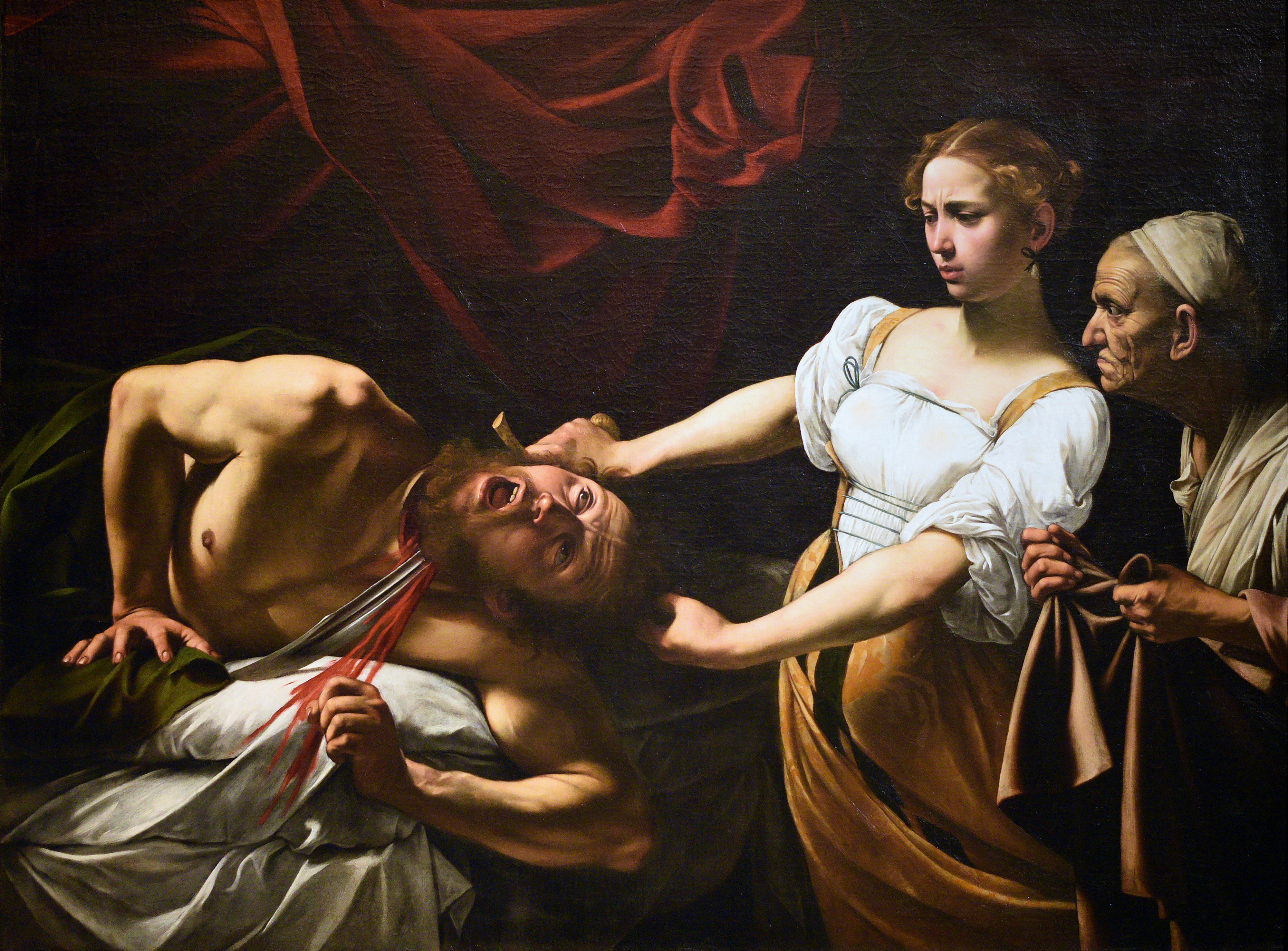
Judith décapitant Holopherne, par le Caravage.

La violence est l'un des thèmes majeurs de l'histoire de l'art. Il traverse, par exemple, toute l'œuvre de Stanley Kubrick et des peintures rupestres aux dissonantes musiques contemporaines, on la retrouve à toutes les époques dans de nombreuses disciplines. Contrairement aux nus ou aux scènes sexuelles, peu d'interdits ont frappé les représentations de la violence. Mais l'art, sous toutes ses formes, peut aussi être le support d'une dénonciation de la guerre, de ses atrocités et de la violence en général.
Depuis plusieurs décennies, elle est surreprésentée au cinéma et dans les médias en général du fait d’une plus grande visibilité de la violence dans nos sociétés (appareil photo et caméra pour tout un chacun, réseaux sociaux , instrumentalisations politique etc.).

### Dans les médias
De nombreux scientifiques[Lesquels ?] trouvent une corrélation entre la violence dans les médias et le comportement humain. Cependant, elle pourrait être exagérée du fait de problèmes méthodologiques et culturels[réf. nécessaire]. En effet, le taux de violence est très différent entre le Canada et les États-Unis où les programmes télévisuels sont relativement identiques. Au Japon, les enfants regardent probablement les programmes les plus violents au monde et le taux de crime est pourtant très faible.

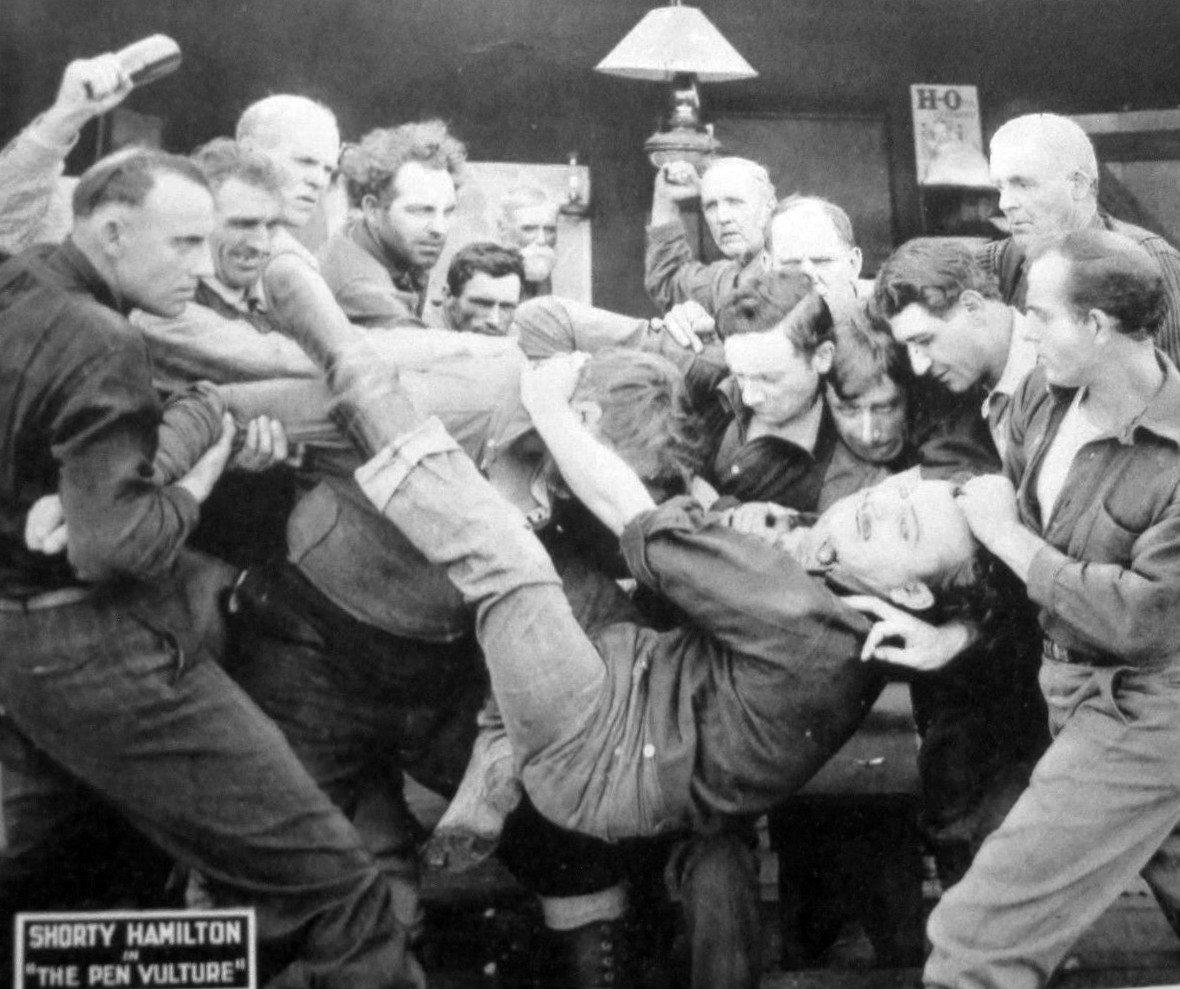
Une scène de violence dans un film américain de 1918.

Une étude réalisée auprès de jeunes enfants sud-africains montre que le taux de conduite agressive est multiplié par sept après le visionnage d'une série violente.

### Auteurs
- Alice Miller a mené des travaux sur l'origine de la violence.
- Olivier Maurel, a conduit des recherches sur la violence éducative.
- Igor Reitzman a travaillé sur violence et « violance ».

#### Ouvrages en français
- Alexandre Kojève, Introduction à la lecture de Hegel. Leçons sur la Phénoménologie de l'esprit professées de 1933 à 1939 à l'École des Hautes Études, réunies et publiées par Raymond Queneau, Paris, Gallimard, 1947.
- Jacques Ellul, Contre les violents, Le Centurion, 1972.
- Michel Foucault, Surveiller et punir, Gallimard, 1975.
- Georges Sorel, Réflexions sur la violence, Seuil, 1990 (1re éd. 1908).
- René Girard, La violence et le sacré, Hachette Littérature, 1998 (ISBN 2-01-278897-1).
- Pierre Kammerer, Adolescents dans la violence, médiations éducatives et soins psychiques, Gallimard, 2000 (ISBN 2-07-075897-4).
- Philippe Gutton, Violence et adolescence, In Press, 2002 (ISBN 2-912404-87-8).
- Catherine Colliot-Thélène, « La fin du monopole de la violence légitime ? », Revue d'études comparatives Est-Ouest, vol. 34, no 1,‎ 2003, p. 5-31 (lire en ligne).
- Armand Touati, Violences, Cultures en Mouvement, 2004 (ISBN 2-9515924-3-4).
- Caroline More, Les violences sexuelles sur mineurs. La justice peut-elle contribuer à la reconstruction des victimes ?, L'Harmattan, 2006 (ISBN 2-296-00966-2).
- Charles Rojzman, Sortir de la violence par le conflit, La Découverte, 2008.
- Michel Maffesoli, Essais sur la violence, CNRS, 2008.
- Slavoj Žižek, Robespierre : entre vertu et terreur, Stock, 2008.
- Robert Muchembled, Une histoire de la violence : De la fin du Moyen Âge à nos jours, Éditions du Seuil, coll. « Points », 2008, 490 p. (ISBN 978-2-7578-5009-1 et 978-2-02-081845-2).
- Lucien Faggion et Christophe Regina, La violence - Regards croisés sur une réalité plurielle, CNRS Édtions, 2010.
- Jean Albert et Ludivine Tomasso, Une étude belge concernant les violences interpersonnelles auxquels doivent faire face des millions de personnes tous les jours dans le monde, Jacqueline Duband et Émilie Dessens, 2010 (lire en ligne).
- « Violence ou persuasion », Topique, no 111,‎ septembre 2010 (lire en ligne).
- Denis Laforgue (dir.) et Corinne Rostaing (dir.), Violences et institutions. Réguler, innover ou résister, éd. du CNRS, 2011.
- Marzano Michela (dir.), Dictionnaire de la violence, Presses universitaires de France, 2011.
- Slavoj Žižek, Violence, Au diable vauvert, 2012.
- Walter Benjamin, Critique de la violence, Paris, Payot, coll. « Petite Bibliothèque Payot », 2012 (ISBN 9782228907415).
  - Walter Benjamin, Destin et caractère et de Brèves ombres, Paris, Payot, coll. « Petite Bibliothèque Payot », 2012 (ISBN 9782228907415).
  - Walter Benjamin, Brèves ombres, Paris, Payot, coll. « Petite Bibliothèque Payot », 2012 (ISBN 9782228907415).
- Marc Crépon et Frederic Worms, La philosophie face à la violence, Paris, Équateurs, 2015.
- Mickaël Berrebi et Jean-Hervé Lorenzi, Un monde de violences, Eyrolles, 2016.
- Steven Pinker, La Part d'ange en nous, Les Arènes, 2017.
- Charles-Édouard de Suremain, « L'hydre de la violence humaine », Pour la science, no 530,‎ décembre 2021, p. 66-69.
- Shelly Masi, « La violence, une exception chez nos proches cousins ? », Pour la science, no 530,‎ décembre 2021, p. 70-73.
- Laurent Bègue-Shankland, « De l'enfant à l'adulte violent », Pour la science, no 530,‎ décembre 2021, p. 74-79.
- Olga Medvedkova, Dire non à la violence russe: 13 relectures dynamiques, Paris, À l'Est de Brest-Litovsk, 2024, Le Monde des Livres (07/11/24)  (ISBN 978-2-487964006)

#### Ouvrages en anglais
- (en) Sophie Body-Gendrot et Pieter Spierenburg, Violence in Europe: Historical and Contemporary Perspectives (ISBN 0387745076).
- (en) Violence and the Media, Open University Press, 2003 (ISBN 0335205054).
- (en) Gerald Cromer, A War of Words: Political Violence and Public Debate in Israël (Political Violence), Routledge (ISBN 071468516X).
- (en) Lynda S. Doll, Sandra E. Bonzo, James A. Mercy, David A. Sleet et E. N. Haas, Handbook of Injury and Violence Prevention.
- (en) Laura L. Finley, Encyclopedia of Juvenile Violence, Greenwood Press, 30 décembre 2006 (ISBN 0313336822).
- (en) Encyclopedia of Interpersonal Violence (deux volumes) (ISBN 1412918006).
- (en) Nicky Ali Jackson, Encyclopedia of Domestic Violence, Routledge, février 2007 (ISBN 0415969689).
- (en) Philip J. Cook et Jens Ludwig, Gun Violence: The Real Costs (ISBN 0195137930).
- (en) Charles F. Wellford, Firearms and Violence: A Critical Review (ISBN 0309091241).
- (en) School Violence, American Psychiatric Publishing, Inc. (ISBN 1585620092).
- (en) States of Violence: War, Capital Punishment, and Letting Die, Cambridge University Press (ISBN 0521876273).
- (en) Beverley Milton-Edwards, Islam and Violence in the Modern Era, Palgrave Macmillan, 2006 (ISBN 1403986185).
- (en) Ivana Maček, Sarajevo Under Siege: Anthropology in Wartime, University of Pennsylvania Press, 2009.
- (en) Vincenzo Ruggiero, Understanding Political Violence: A criminological Approach, Open University Press.
- (en) Violence on Television: An Analysis of Amount, Nature, Location and Origin of Violence in British Programmes, Routledge (ISBN 0415172608).
- (en) Youth Violence and Delinquency: Monsters and Myths (trois volumes : Criminal Justice, Delinquency et Corrections), Praeger Publishers (ISBN 0275991121).
- (en) Violence and Social Orders: A Conceptual Framework for Interpreting Recorded Human History, Cambridge University Press (ISBN 0521761735).
- (en) War in the Hebrew Bible: A Study in the Ethics of Violence, Oxford University Press (ISBN 0195098404).
- (en) There Is No Crime for Those Who Have Christ: Religious Violence in the Christian Roman Empire, University of California Press, 2005 (ISBN 0520241045).